# T1 (League of Legends)
«T1» — команда по League of Legends южнокорейской киберспортивной организации «T1 Entertainment & Sports». Выступает в профессиональной лиге Champions Korea (LCK), представляющей высший уровень соревнований по League of Legends в регионе.
Команда была основана в 2012 году под названием «SK Telecom T1», с 2013 по 2014 год имела два состава — «SK Telecom T1 S (1)» и «SK Telecom T1 K (2)». Эти составы были объединены в одну команду в сезоне 2015 из-за запрета сестринских команд в LCK. В конце сезона 2019 «SK Telecom T1» была переименована просто в «T1» из-за организационных изменений. 
«T1» является 5-кратным чемпионом мира, 2-кратным победителем Mid-Season Invitational, 8-кратным чемпионом LCK. 

## История

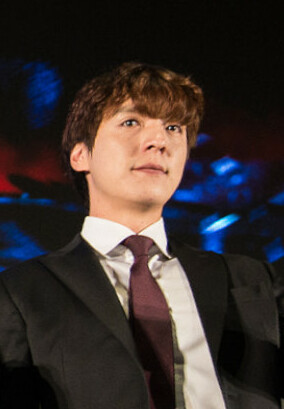
KkOma — тренер команды в сезонах 2012—2019

### Создание (2012)
История команды началась 13 декабря 2012 года с приобретения киберспортивной организацией, называющейся тогда «SK Telecom T1», состава команды «Eat Sleep Game». В первый состав SKT по League of Legends вошли Reapered, H0R0, MighTiLy, UandME и StarLast. Главным тренером команды был назначен kkOma. В декабре «SK Telecom T1» выиграли свой первый турнир — IEM Cologne Season 7.

### Две сестринские команды (2013—2014)
В феврале 2013 года первоначалальная команда была переименована в «SK Telecom T1 1» после создания второй команды организации — «SK Telecom T1 2». Игра второго состава организации строилась вокруг Faker, который был взят в команду несмотря на отсутствие какого либо опыта игры кроме одиночной очереди. Он сразу обратил на себя внимание публики соло-убийством против Ambition из «CJ Entus» в дебютной игре за SKT. Первый состав занял 5-8 позицию в весеннем сплите корейской лиги (OLYMPUS Champions Spring 2013), вылетев после этого во вторую лигу (NLB Spring 2013). Команда Faker’а показала лучшие результаты чем «SK Telecom T1 1». Она выиграла летний сплит, прошла региональные отборочные к дебютному для себя чемпионату мира, на котором заняла 1-е место, а «SK Telecom T1 1» частично распустила состав.
В ноябре 2013 года обе команды организации были переименованы в «SK Telecom T1 S» и «SK Telecom T1 K» соответственно. По сравнению с предыдущим сезоном, первый состав SKT показал в сезоне 2014 лучшие результаты: обновлённый S-состав смог впервые войти в топ-4 команд LCK по результатам летнего сплита, в то время как K-состав вылетел во вторую лигу, набрав тем не менее достаточное количество очков для участия в региональных отборочных к чемпионату мира (Korea Regional Finals 2014). Однако на международный чемпионат «SK Telecom T1 K» попасть не удалось, проиграв в финале квалификации команде «NaJin White Shield» со счётом 1:3.

### SK Telecom T1 (2015—2019)

Церемония награждения SKT на чемпионате мира 2015

Начиная с сезона 2015 командам, участвующим в LCK было запрещено иметь 2 состава в лиге. В связи с этим «SK Telecom T1» объединила свои LoL-составы в один. За два следующих сезона объединённая команда доминировала в LCK и выиграла подряд два чемпионата мира (2015, 2016) и Mid-Season Invitational 2016.
В сезоне 2017 «SK Telecom T1» потерпели первое, с 2014 года, поражение в финале чемпионата мира, заняв по результатам турнира 2-е место. Единственным выигранным турниром в 2017 году для команды стал Mid-Season Invitational.
Сезон 2018 оказался для SKT более проблемным чем предыдущий. Команда заняла 4-е место в весеннем сплите LCK и 7-е в летнем, миновав плей-офф лиги за прямой выход на чемпионат мира. «SK Telecom T1» лишились последней возможности попасть на главный международный турнир сезона после поражения со счётом 2:3 от «Gen.G» в первом раунде регионального финала (Korea Regional Finals 2018).
В 2019 году SKT выиграла оба сплита LCK и заняла 3-4 место на Mid-Season Invitational и чемпионате мира.

### T1 (2019—н.в.)
В октябре 2019 года команда была переименована в «T1» в связи с началом сотрудничества SK Telecom с Comcast Spectacor в рамках создания киберспортивной организации «T1 Entertainment and Sports». В декабре из команды ушёл kkOma, тренировавший SKT с 2012 года.

## Состав
|                  | Ник             | Полное имя      | Роль              | Присоединился   |
| Основной состав  | Основной состав | Основной состав | Основной состав   | Основной состав |
| ---------------- | --------------- | --------------- | ----------------- | --------------- |
| Республика Корея | Zeus            | Чхве Ву-дже     | Верхняя линия     | 26 ноября 2020  |
| Республика Корея | Faker           | Ли Сан Хёк      | Центральная линия | 2 декабря 2014  |
| Республика Корея | Oner            | Мун Хен Чжун    | Лесник            | 1 декабря 2020  |
| Республика Корея | Gumayusi        | Ли Мин Хен      | Нижняя линия      | 26 ноября 2019  |
| Республика Корея | Keria           | Рю Мин Сок      | Поддержка         | 18 ноября 2020  |
| Тренеры          |                 |                 |                   |                 |
| Республика Корея | kkOma           | Ким Чон Гюн     | Главный тренер    | 21 ноября 2023  |
| Республика Корея | Sky             | Ким Ха-Ныль     | Тренер            | 5 сентября 2022 |
| Республика Корея | Roach           | Ким Кан Хуэй    | Тренер            | 28 ноября 2022  |
| Республика Корея | Tom             | Им Чжэ Хен      | Тренер            | 28 ноября 2022  |
| Республика Корея | Gisepa          | Кан Чжи-Мун     | Аналитик          | 6 января 2022   |

## Достижения
| Место | Сезон          | Состав           | Призовой фонд |
| ----- | -------------- | ---------------- | ------------- |
| 3     | Весна 2013     | SK Telecom T1 #2 | 18 000 000 ₩  |
| 5—8   | Весна 2013     | SK Telecom T1 #1 | 12 000,000 ₩  |
| 1     | Лето 2013      | SK Telecom T1    | 80 000 000 ₩  |
| 1     | Зима 2013—2014 | SK Telecom T1 K  | 80,000 000 ₩  |
| 9—15  | Зима 2013—2014 | SK Telecom T1 S  | 6 000 000 ₩   |
| 5—8   | Весна 2014     | SK Telecom T1 K  | 10 000 000 ₩  |
| 9—16  | Весна 2014     | SK Telecom T1 S  | 6 000 000 ₩   |
| 4     | Лето 2014      | SK Telecom T1 S  | 18 000 000 ₩  |
| 5—8   | Лето 2014      | SK Telecom T1 K  | 10 000 000 ₩  |
| 1     | Весна 2015     | SK Telecom T1    | 100 000 000 ₩ |
| 1     | Лето 2015      | SK Telecom T1    | 100 000 000 ₩ |
| 1     | Весна 2016     | SK Telecom T1    | 100 000 000 ₩ |
| 3     | Лето 2016      | SK Telecom T1    | 30 000 000 ₩  |

| Место | Соревнование                      | Дата проведения           | Призовой фонд |
| 2013  | 2013                              | 2013                      | 2013          |
| ----- | --------------------------------- | ------------------------- | ------------- |
| 3—4   | Intel Extreme Masters Season VII  | 6 — 9 марта               | 13 500 $      |
| 1     | Чемпионат мира по LoL 3-го сезона | 15 сентября — 4 октября   | 1 000 000 $   |
| 2015  |                                   |                           |               |
| 2     | Mid-Season Invitational 2015      | 7 — 10 мая                | 50 000 $      |
| 1     | Чемпионат мира по LoL 2015        | 1 — 31 октября            | 1 000 000 $   |
| 1     | Intel Extreme Masters Season X    | 18 декабря — 6 марта 2016 | 50 000 $      |
| 2016  |                                   |                           |               |
| 1     | Mid-Season Invitational 2016      | 4 — 15 мая                | 250 000 $     |
| 1     | Чемпионат мира по LoL 2016        | 29 сентября — 29 октября  | 5 000 000 $   |
| 2024  |                                   |                           |               |
| 1     | Esports World Cup 2024            | 4—7 июля                  | 400 000 $     |